# Sturekatten

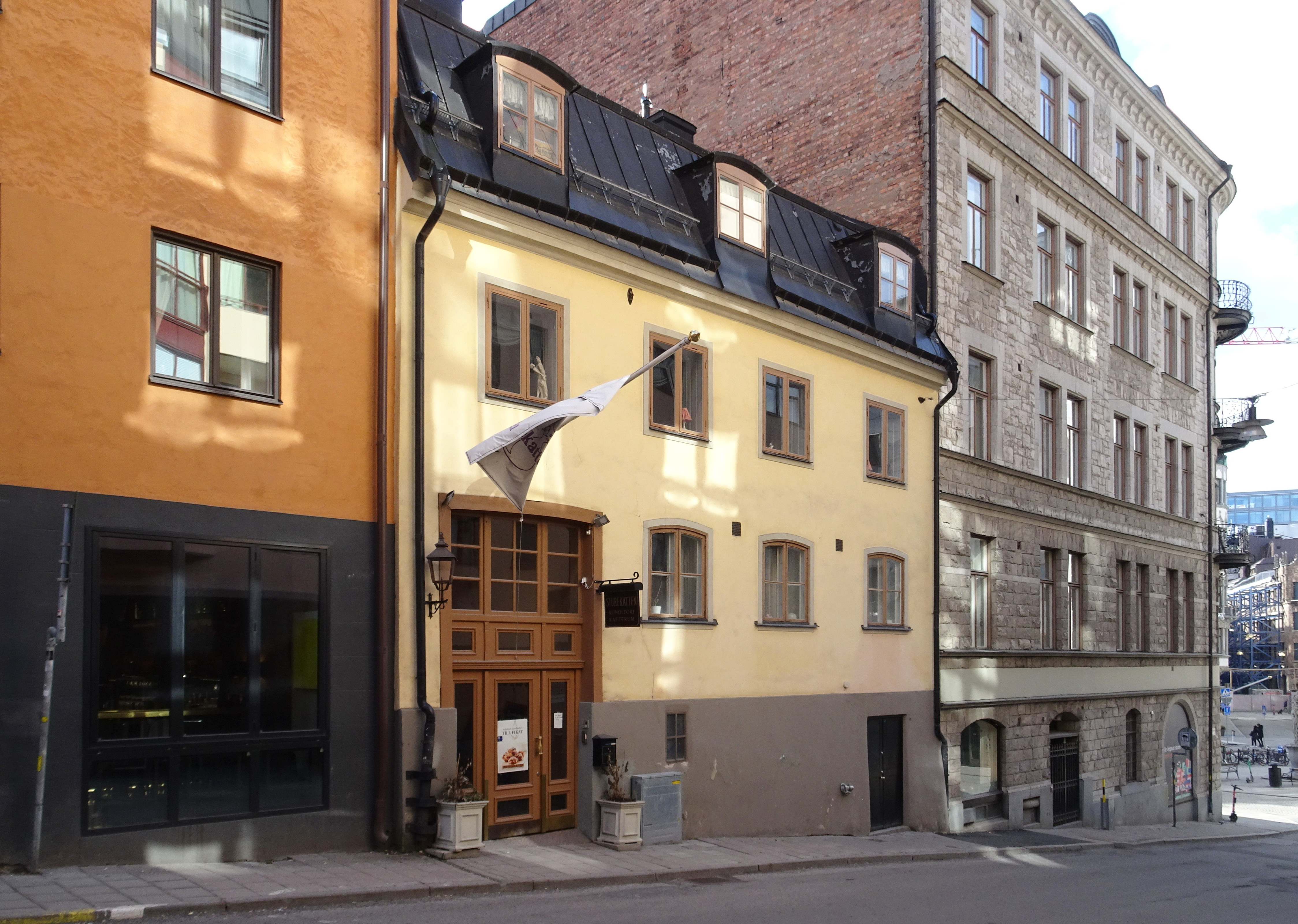
Sturekatten i mars 2021.

Sturekatten var ett konditori beläget på Riddargatan 4, nära Östermalmstorg och Stureplan på Östermalm i Stockholm. Sturekatten gick i konkurs i mars 2021.

## Historik

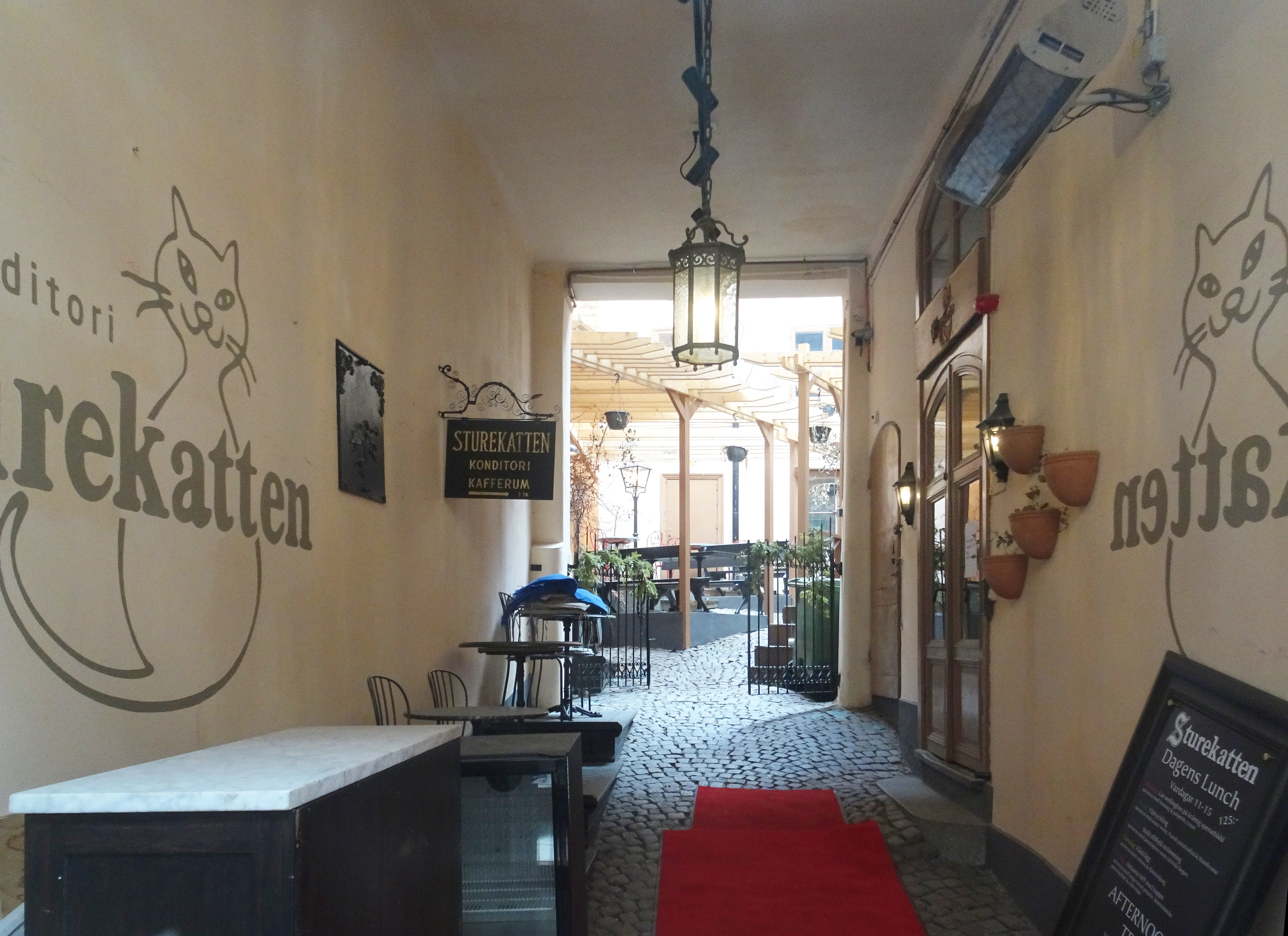
Portgången och gården, mars 2021.

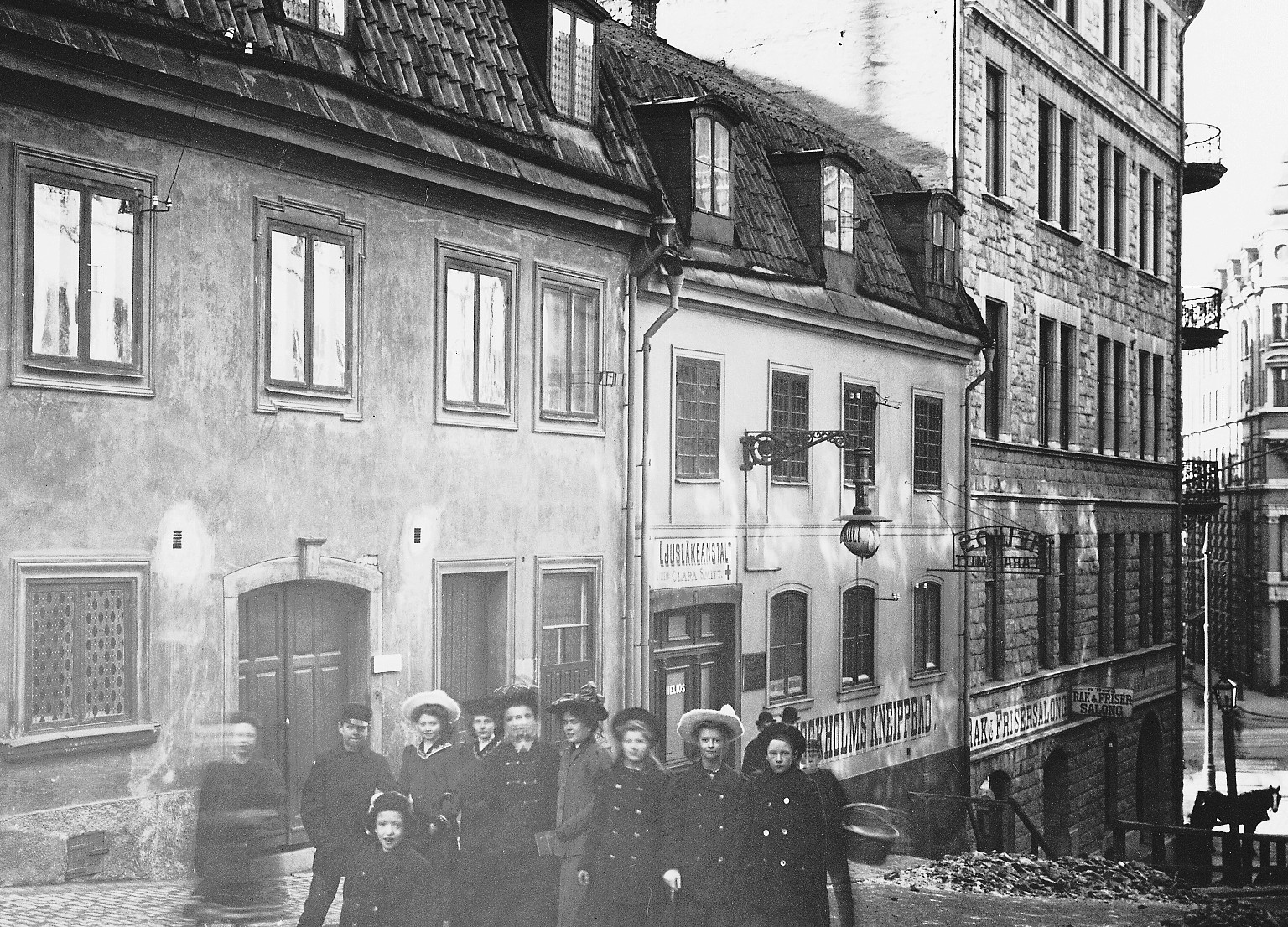
Riddargatan 6-2, omkring 1900.

Den lilla byggnaden med fyra fönsteraxlar i två våningar härrör från 1700-talet och ligger på kvarteret Styckjunkaren. Innan lokalen blev till kafé fanns Stockholms Kneippbad och Clara Smitts Ljusläkeanstalt i huset. Sturekatten låg sedan 1924 vid Riddargatan och sedan 1960-talet i fastigheten Styckjunkaren 8, en av Stadsmuseet i Stockholm blåmärkt byggnad vilket betyder "att bebyggelsen bedöms ha synnerligen höga kulturhistoriska värden". Verksamheten bedrevs i tre plan: brödbod i bottenplanet och kafé i våningarna ovanför. Det fanns också en uteservering på gården sommartid.
Det var en personligt präglad miljö som en gång var ett privat hem. Anna Skog och hennes syster Hildegard flyttade in år 1941. Många av möblerna som finns på Sturekatten idag har varit systrarnas. Möblerna är i olika stilarter, bland annat Karl Johansstil och nyrokoko. Sådant som prydnadssaker, virkade dukar och äldre målningar bidrog till att skapa atmosfär av ett borgerligt hem från tidigt 1900-tal.